# Deltics
Deltics är ett album från 1979 av Chris Rea.

## Låtlista
1. Twisted Wheel
2. Things Lovers Should Do
3. Dance (Don't Think)
4. Raincoat And A Rose
5. Cenotaph - Letter From Amsterdam
6. Deltics
7. Diamonds
8. She Gave It Away
9. Don't Want Your Best Friend
10. No Qualifications
11. Seabird